# Cardepia helix
Cardepia helix là một loài bướm đêm trong họ Noctuidae.